# Said Al Muzayin
Said Al Mozayin, em árabe: سعيد المزين, (Asdode, 1935 - Riade, 29 de março de 1991) foi um poeta e ativista político palestino. Escreveu a letra do hino nacional palestino. É também conhecido como Fata Al Thawra. 
Em 1948, depois da Nakba, migrou para a Faixa de Gaza. Lá ensinou história e, em 1957, migrou para a Arábia Saudita para ensinar lá. Em 1959, foi para Damasco para trabalhar na Organização para a Libertação da Palestina (OLP).
Entre 1973 e 1978, foi representante do Fatah na Arábia Saudita.
1. ↑  Bishara, Amahl (13 de maio de 2022). «Crossing a Line». doi:10.1515/9781503632103. Consultado em 19 de abril de 2024